# Wutai
Wutai är ett härad som lyder under Xinzhous stad på prefekturnivå i Shanxi-provinsen i norra Kina.
Orten är mest känd för det heliga buddhistiska berget Wutaishan.